# Jon Hopkins
Jon Hopkins (* 15. srpna 1979 Londýn) je britský hudebník a hudební producent. Je dlouholetým spolupracovníkem hudebníka a producenta Briana Ena. Hrál například na jeho albu Another Day on Earth (2005) a spolu s ním byl rovněž producentem alba Viva la Vida or Death and All His Friends (2008) skupiny Coldplay. V roce 2010 spolu s Enem a Leo Abrahamsem nahrál album Small Craft on a Milk Sea. Rovněž nahrál několik alb s písničkářem přezdívaným King Creosote. Během své kariéry spolupracoval i s dalšími hudebníky, mezi které patří Imogen Heap a David Holmes. Dále také vytvořil řadu remixů.

## Sólová diskografie
- Opalescent (2001)
- Contact Note (2004)
- Insides (2009)
- Immunity (2013)
- Singularity (2018